# Докос
Докос (грец. Δοκός) — один з Саронічних островів, розташований біля берегів півострова  Пелопоннес. 
Площа острова становить 12,5 км². Найвища точка 308 м над рівнем моря. Населення нараховує 13 осіб, за переписом 2001 року. 